# Akutna mijeloična leukemija bez sazrijevanja
Akutna mijeloična leukemija bez sazrijevanja (AML-M1 po FAB klasifikaciji) je podtip akutne mijeloične leukemije (AML), zloćudne novotvorine krvotvornih organa koja nastaje zbog abnormalnog klonalnog rasta i nepotpunog sazrijevanja stanica mijeloidne loze. Ovaj podtip čini oko 15% slučajeva AML u odraslih.
Bolest karakteriziraju, nezrele stanice, mijeloblasti koji su slabo diferencirani, a čine više od 90% neeritroidnih stanica u koštanoj srži. Stanice mogu sadržavati rijetke azurofilne granule i/ili Auerove štapiće. Više od 3% stanica se boji pozitivno na citokemijska bojanja Sudansko crnilo B ili mijeloperoksidaza.
Na nezrelim stanicama pojavaljuje se neki od biljega stanica mijeloidne loze (molekule CD13, CD33, CD 117, mijeloperoksidaza i/ili HLA-DR). Za dijagnozu protočnom citometrijom potrebna su prisutnost barem dva karakteristična antigena mijeloidne loze te ekspresija mijeloperoksidaze na više od 3% blasta.
Ponekad nezrele stanice imaju obilnu, često bazofilnu citoplazmu, ispunjenu različitim neraspoznatljivim granulama. Ako je broj takvih stanica veći od 10% radi se o AML-M2 podtipu.
Bolest se liječi kemoterapijom.